# Жученко Олександр Олександрович
Олександр Олександрович Жученко (25 вересня 1935, місто Єсентуки, тепер Ставропольського краю, Російська Федерація — 1 червня 2013, місто Москва, Російська Федерація) — радянський молдавський діяч, вчений, засновник екологічної генетики культурних рослин та агроекології, президент Академії наук Молдавської РСР. Депутат Верховної Ради СРСР 10—11-го скликань. Доктор біологічних наук (1974), професор (1976), академік Академії наук Молдавської РСР (з 1976), академік Російської академії наук (РАН) з травня 2006 року (член-кореспондент Академії наук СРСР із березня 1979 року по Відділенню загальної біології (генетика та селекція)).  Дійсний член ВАСГНІЛ (з 1985), академік Сільськогосподарської академії НДР (1977), академік Аграрної академії Республіки Білорусь (1993). Віцепрезидент Вавиловського товариства генетиків та селекціонерів.

## Життєпис
У 1960 році закінчив Вищий сільськогосподарський інститут імені В. Коларова в Болгарії.
З 1960 по 1961 рік працював науковим співробітником, керуючим відділення, головним агрономом Кагульського дослідного поля Молдавської РСР.
У 1961—1963 роках — завідувач відділу агротехніки Кагульської дослідної станції Молдавського науково-дослідного інституту зрошуваного землеробства та овочівництва. Член КПРС з 1962 року.
У 1963—1966 роках — директор радгоспу «Семирічка» села Зернешти Молдавської РСР.
У 1966—1967 роках — начальник Головного управління зрошуваного землеробства Міністерства сільського господарства Молдавської РСР.
У 1967—1976 роках — директор Молдавського науково-дослідного інституту зрошуваного землеробства та овочівництва. Одночасно (з 1974 року) генеральний директор першого в СРСР науково-виробничого об'єднання «Дністер».
У 1976—1977 роках — віцепрезидент Академії наук Молдавської РСР, одночасно академік-секретар Відділення біологічних і хімічних наук. Виконував обов'язки президента Академії наук Молдавської РСР.
У 1977—1989 роках — президент Академії наук Молдавської РСР.
Одночасно в 1985—1989 роках — директор Інституту екологічної генетики Молдавської РСР.
У 1989—1992 роках — заступник голови Державного комітету СРСР з науки та техніки.
У 1992—2009 роках — віцепрезидент Російської академії сільськогосподарських наук (РАСГН), водночас завідувач кафедри генетики Московської сільськогосподарської академії імені Тімірязєва та лабораторії рекомбіногенезу Всеросійського науково-дослідного інституту сільськогосподарських біотехнології (1992—2007).
У 2004—2013 роках — віцепрезидент та член президії Центральної ради Вавиловського товариства генетиків та селекціонерів.
Помер 1 червня 2013 року в Москві. Похований на Троєкуровському цвинтарі.

## Наукова діяльність
Опублікував понад 600 наукових праць, у тому числі 17 монографій. Мав понад 30 авторських свідоцтв на винаходи.
Вперше у світовій практиці провів системний аналіз адаптивного потенціалу культурних рослин та виявив найважливіші особливості та якісно нові механізми адаптивних реакцій в онтогенезі та філогенезі, обґрунтував та сформулював основні положення приватної генетики рослин, засновник екологічної генетики культурних рослин, вперше створив екологогенетичні основи адаптивної системи селекції рослин та адаптивного рослинництва, стратегії адаптивної інтенсифікації сільського господарства.
Вперше у світі створив інститут екологічної генетики з ботанічним садом, сучасним фітотроном, морфоквантом, першими школами цитологічних та молекулярно-генетичних досліджень модельних об'єктів (дрозофіла, томат, кукурудза, пшениця, арабідопсис та декоративні рослини), з комплексом теплиць, сучасними приладами та обладнанням, базами даних, включаючи інтернет та інформаційно-вимірювальний комплекс моніторингу за рахунок зйомки рослин з космосу, аерофотозйомки та вивчення рослин у динаміці (вдень та вночі — 24 години) за допомогою безлічі, вперше розроблених в інституті, датчиків та приладів.
Основні праці:
- Генетика томатів / МСГ МССР. Молдавський науково-дослідний інститут зрошуваного землеробства та овочівництва. Кишинів: Штіінця, 1973.
- Екологічна генетика культурних рослин (адаптація рекомбіногенез, агробіоценоз). Кишинів: Штіінця, 1980.
- Рекомбінація в еволюції та селекції / Співавт. О. Б. Король; АН МРСР. Ін-т екол. генетики.  Москва: Наука, 1985.
- Адаптивний потенціал культурних рослин: Еколого-генетичні основи / АН МРСР. Ін-т екол. генетики. Кишинів: Штіінця, 1988.
- Еколого-генетичні основи селекції томатів / Співавт.: Н. Балашова та ін; АН МРСР. Ін-т екол. генетики. Кишинів: Штіінця, 1988. * Адаптивне рослинництво: еколого-генетичні основи/АН РСР Молдова. Ін-т екол. генетики. Кишинів: Штіінця, 1990.
- Фундаментальні та прикладні наукові пріоритети адаптивної інтенсифікації рослинництва у XXI ст. Саратов: ТОВ «Нова газета», 2000.
- Адаптивна система селекції рослин (еколого-генетичні основи): У 2 т. Москва: Вид-во Російського університету дружби народів, 2001.
- Ресурсний потенціал виробництва зерна у Росії: теорія та практика. Москва: ТОВ Вид-во Агрорус, 2004.
- Екологічна генетика культурних рослин та проблеми агросфери (теорія та практика): у 2 т. Москва: ТОВ Вид-во Агрорус, 2004.
- Адаптивне рослинництво еколого-генетичні основи. Теорія та практика: в 3 т. Москва: ТОВ Вид-во Агрорус, 2008-2009.
- Адаптивна стратегія сталого розвитку сільського господарства Росії у ХХІ столітті (еколого-генетичні основи). Теорія та практика. М.: Агрорус, 2010.
- Екологічна генетика культурних рослин як самостійна наукова дисципліна: теорія та практика. Краснодар: Просвіта-Південь, 2010.
- Мобілізація генетичних ресурсів квіткових рослин на основі їх ідентифікації та систематизації. Москва, Інститут загальної генетики РАН ім. М. І. Вавілова, 2012.
- Роль мобілізації генетичних ресурсів квіткових рослин, їх ідентифікації та систематизації у формуванні адаптивно-інтегрованої системи захисту агроценозів, агроекосистем та агроландшафтів.

## Нагороди
- орден «За заслуги перед Вітчизною» IV ст. (Російська Федерація) (2006)
- орден Леніна (1966)
- орден Жовтневої Революції (1973)
- три ордени Трудового Червоного Прапора (1971, 1981, 1985)
- золота медаль Вавілова
- Велика золота медаль Словацької академії наук
- медалі
- Заслужений діяч науки Російської Федерації (1995)